# Erora caespes
Erora caespes is een vlinder uit de familie van de Lycaenidae. De wetenschappelijke naam van de soort werd als Thecla caespes in 1907 gepubliceerd door Hamilton Herbert Druce.